# ازدواج عاشقانه (فیلم ۱۹۵۹)
ازدواج عاشقانه (به انگلیسی: Love Marriage) فیلمی هندی محصول سال ۱۹۵۹ و به کارگردانی سوبدوه موکرجی است. در این فیلم بازیگرانی همچون دو آناند، مالا سینها، آبی باتاچاریا و هلن ایفای نقش کرده‌اند.